# Inscriptions d'Ashoka (grottes de Barabar)
Les inscriptions d'Ashoka des grottes de Barabar font partie des Edits mineurs d'Ashoka, et furent gravées lors de la 12e année du règne d'Ashoka, soit environ 260 av. J-C, pour la consécration de plusieurs grottes pour la secte des Ajivikas, une secte d'ascétiques, qui florissait au même moment que le Bouddhisme et le Jaïnisme.

## Localisations et chronologie des inscriptions
Les inscriptions d'Ashoka dans les grottes de Barabar font partie des "Edits mineurs d'Ashoka", et apparaissent dans les trois grottes nommées Sudama, Visvakarma et Karna Chopar. Lomas Rishi, quant à elle, n'a pas d'inscription d'Ashoka (seulement une inscription d'Anantavarman au-dessus de l'entrée, des Ve – VIe siècles), peut-être du fait qu'elle n'a jamais été terminée en raison de problèmes structurels de glissement de roche.
Chronologie
Ces édits mineurs rupestres ont été rédigés lors de la 12e année du règne d'Ashoka, comme il le mentionne lui-même dans ses inscriptions. Ces inscriptions font suite à la toute première inscription d'Ashoka, rédigée en l'année 10 de son règne, et deux ans seulement après la fin de sa conquête du Kalinga, l'inscription bilingue de Kandahar établie à Chilzina (en), Kandahar, au centre de l'Afghanistan. Cette première inscription fut rédigée en Grec classique et en Araméen exclusivement.
Outre le fait que les inscriptions indiquent qu'elles ont été réalisées la douzième année du règne d'Ashoka (soit 250 av.J-C), on considère généralement que la construction des grottes de Barabar elles-mêmes date aussi de son règne. Reste le problème de la qualité des inscriptions, qui sont très maladroites et désordonnées, et très destructrices du poli des parois (on aurait pu inscrire d'abord les inscriptions, puis polir par-dessus pour avoir un beau rendu), très en contraste avec la finition remarquable des murs (polissage à effet miroir). Cet effet de polissage du granit ou du grès est néanmoins considéré comme caractéristique de l'époque Maurya, et est typiquement surnommé "Poli Maurya" ("Mauryan polish"), et se retrouve sur les fameux piliers d'Ashoka, dont les inscriptions sont aussi souvent maladroites pour les premières années du règne (Édit du schisme par exemple).

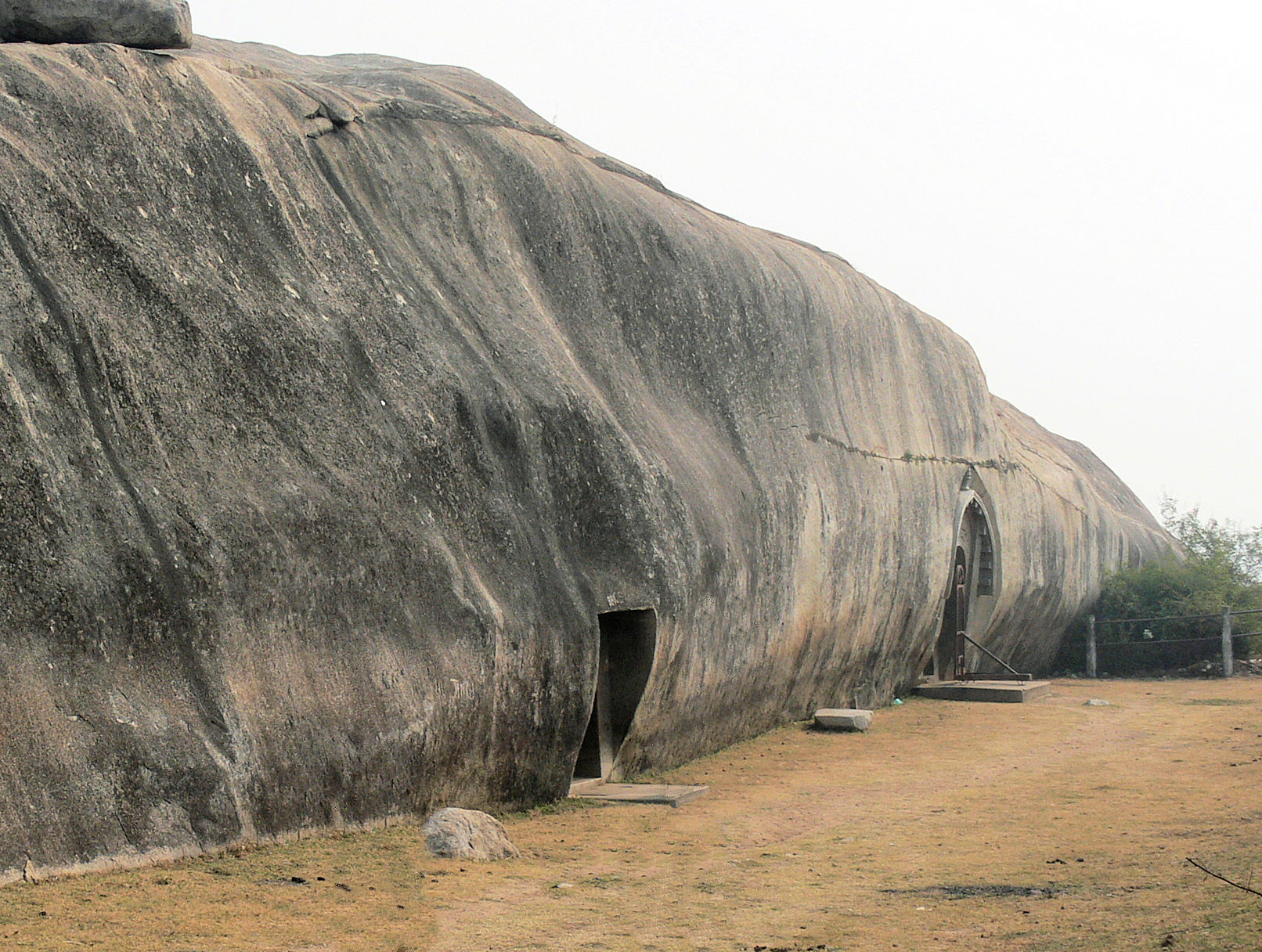
Entrées de la grotte de Sudama, et plus loin, de la grotte de Lomas Rishi, Barabar.
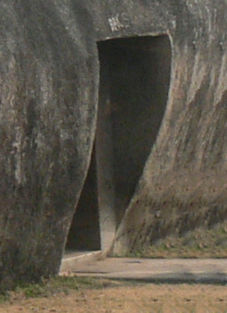
Entrée de la grotte de Sudama.
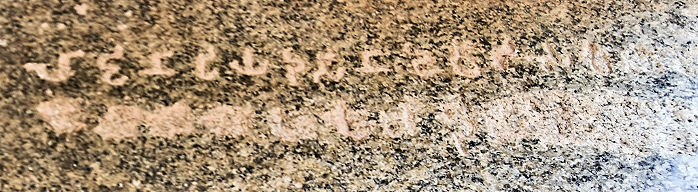
Dédication d'Ashoka dans l'encoignure de la porte, pour la secte ascétique des Ajivikas.

## Texte des inscriptions

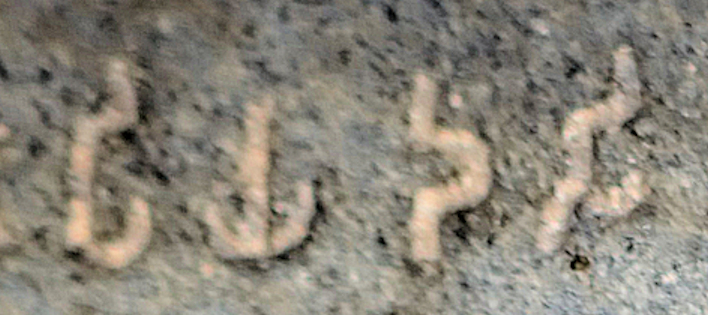
Le nom d'Ashoka "Pi-ya-da-si" en script Brahmi, tel qu'il apparaît aux grottes de Barabar.

Les inscriptions restent très lisibles, mises à part certaines portions mentionnant en particulier les Ajivikas que l'on a cherché à effacer au burin à une époque indéfinie. Le fait que les lettres aient été profondément inscrites permet néanmoins de retrouver facilement leurs traces malgré le burinage. Les inscriptions d'Ashoka apparaissent dans trois des quatre grottes de Barabar: grotte de Sudama, grotte de Visvakarma, grotte de Karna Chopar, à l'exception de la grotte de Lomas Rishi au portique pourtant décoré.
L'inscription de la grotte de Karna Chopar (inscription no 3) ne mentionne pas les Ajivikas, et semble plutôt référer à la pratique bouddhique de retraite (vassavasa)pendant la saison des pluies. De plus, la swastika inversée à la fin de l'inscription serait plutôt de caractère bouddhique. Il est donc possible que cette dernière cave était prévue pour des moines bouddhistes.
Son petit fils Dasaratha Maurya a quant à lui consacré chacune des trois grottes du groupe des Nagarjuni, faisant partie des grottes de Barabar, aux Ajivikas.
Problème de la qualité des inscriptions
Reste le problème de la qualité des inscriptions, qui sont très maladroites et désordonnées, et très destructrices du poli des parois (on aurait pu inscrire d'abord les inscriptions en une composition rigoureuse, puis polir par-dessus pour avoir un beau rendu). La médiocrité technique des inscriptions est très en contraste avec la finition remarquable des murs (polissage à effet miroir).
Cette dichotomie entre la qualité de la construction et la médiocrité technique des inscriptions provient peut-être du manque de maturité du script Brahmi à l'époque. Les inscriptions en Brahmi des grottes de Barabar sont parmi les plus anciennes connues avec une date certaine (seul l'Édit mineur sur rocher en Brahmi est plus vieux de un an, datant de la 11e année de son règne, alors que le tout premier des édits d'Ashoka, l'Inscription bilingue de Kandahar, datant encore un an plus tôt de la 10e année de son règne, est écrit en grec et en araméen seulement). Il est même probable que le Brahmi ait été inventé par Ashoka lui-même, à des fins de propagande impériale, sur le modèle des scripts de l'ouest comme l'araméen,. On est donc probablement face à une pratique de l'écriture balbutiante, et un manque d'expérience de la gravure, qui justifierait le manque de rigueur des inscriptions.
| Traduction en français | Prakrit en script Brahmi (texte original des grottes de Barabar) |  |
| --- | ---------------------------------------------------------------- |  |
| « Inscription I : "De par le roi Priyadarsin, en la 12e année de son règne, cette grotte de Banyans a été offerte aux Ajivikas" (Grotte de Sudama). Inscription II : "De par le roi Priyadarsin, en la 12e année de son règne, cette grotte de la montagne Khalatika a été offerte aux Ajivikas." (Grotte de Visvakarma/Viswamitra). Inscription III : "En ma 19e année de règne, moi, le roi Priyadarsin, a offert cette grotte de la très agréable montagne de Khalatika pour qu'elle serve d'abri pendant la saison des pluies." avec à la fin les symboles d'une swastika inversée et d'une flèche vers le haut (Grotte de Karna Chopar). » — Inscriptions of Asoka. New Edition by Eugen Hultzsch. | \| \| \| \| \| Estampage et transcription. \| \| \|              |  |
| |                                                                  |  |
| Estampage et transcription. |                                                                  |  |

## Ouvrages
- Patrick Olivelle :Ashoka: Roi philosophe., 2025, Éd. Belles Lettres,  (ISBN 978-2251457031)
- Valeri P. Yailenko, « Les maximes delphiques d'Aï Khanoum et la formation de la doctrine du dhamma d'Asoka », Dialogues d'histoire ancienne, vol. 16, no 1,‎ 1990, p. 239-256 (lire en ligne)
- Daniel Schlumberger, « De la pensée grecque à la pensée bouddhique », Comptes rendus des séances de l'Académie des Inscriptions et Belles Lettres, vol. 116e année, no 1,‎ 1972, p. 188-199 (lire en ligne)